# SMART-S

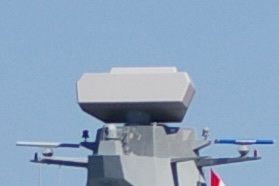
탈레스 SMART-S 3차원 AESA 레이다

SMART-S는 프랑스 의 탈레스 그룹이 판매하는 3차원 PESA 레이다이다. 장거리 탐지용 L밴드 버전으로는 독도함이 사용하는 SMART-L이 있다.
SMART-S는 "Signaal Multibeam Acquisition Radar for Tracking, S band"의 약자이다. 네덜란드 시그널 사(Signaal)는 1990년 프랑스 탈레스 그룹에 인수합병되었다.
탐지거리는 250 km이며 500개의 공중 목표물을 동시추적할 수 있다. 스텔스 미사일은 60 km, 전투기는 150km, 항공기는 200 km에서 탐지가능하며, 정확도는 5m이다.
2가지 모드로 운용된다. 27 RPM으로 레이다가 빠르게 회전할 때는 탐지거리가 200 km (100 해리)이다. 13.5 RPM으로 느리게 회전할 때는 250 km (130 해리)의 최대탐지거리를 갖는다.
한국이 SMART-S Mk2을 수입하여, LIG넥스원에서 SPS-550K 레이다로 국산화했다라고 잘못알고 있는 사람들이 있는데, 실제로는 윤영하급의 레이다를 기반으로 개발된 AESA레이다로 사실은 미국제 GaN 소자를 수입하여 개발한 것으로 SMART-S MK2 하고는 내부 송신모듈
자체도 전혀 판이하게 다르다. SMART-S MK2 레이다와 성능적으로 동급이라 볼 수 있으나 SPS-550K 가 좀더 우수하다.

## 제원 (SMART-S Mk2)
- 안테나 시스템:
  - 빔개수: 12 개
  - 빔폭: 2° 수평, 0–70° 수직
  - 주파수: E/F 밴드 (S 밴드)
  - 회전속도: 13,5 rpm 정찰모드, 27 rpm 방어모드
  - IFF 시스템
- 최대탐지거리: 250 km
  - 스텔스 미사일: 60 km
  - 전투기: 150 km
  - 초계기: 200 km
  - 폭격기: 250 km
- 정확도: 5 m
- 동시추적목표물: 해상+대공 500 개

## 사용자
- 카렐 도어만급 호위함 (업그레이드 된 Mk1 버전)  벨기에,  칠레,  네덜란드,  포르투갈
- 압살론급 지원함 (Mk2 버전)  덴마크
- 시그마급 초계함 (호위함 버전에만 장착, Mk2 버전)  모로코,  베트남,  인도네시아
- 브란덴부르크급 호위함  독일
- 밀젬급 호위함 (Mk2 버전, 라이센스 생산 ASELSAN)  튀르키예
- G급 호위함 (Mk2 버전)  튀르키예
- 고윈드급 초계햠  이집트
- 바바로스급 호위함 (Mk2 버전)  튀르키예
- 핼리팩스급 호위함 (Mk2 버전)  캐나다
- 카리프급 초계함 (Mk2 버전)  오만
- 알미란테 파디야급 호위함 (Mk2 버전)  콜롬비아
- 카사르급 호위함 (Mk2 버전)  프랑스
- 2세대 초계함 (계획중, Mk2 버전)  말레이시아
- C28A급 초계함 (계획중, Mk2 버전)  알제리
- ORP Ślązak (계획중, Mk2 버전)  폴란드
- 앤잭급 호위함 (계획중, Mk2 버전)  뉴질랜드